# NGC 3930A
NGC 3930A is een spiraalvormig sterrenstelsel in het sterrenbeeld Grote Beer. Het hemelobject ligt in de buurt van NGC 3930.

## Synoniemen
- PGC 213893